# Ossaea involucrata
Ossaea involucrata là một loài thực vật có hoa trong họ Mua. Loài này được (Griseb.) Triana mô tả khoa học đầu tiên năm 1972.